# Dementia praecox

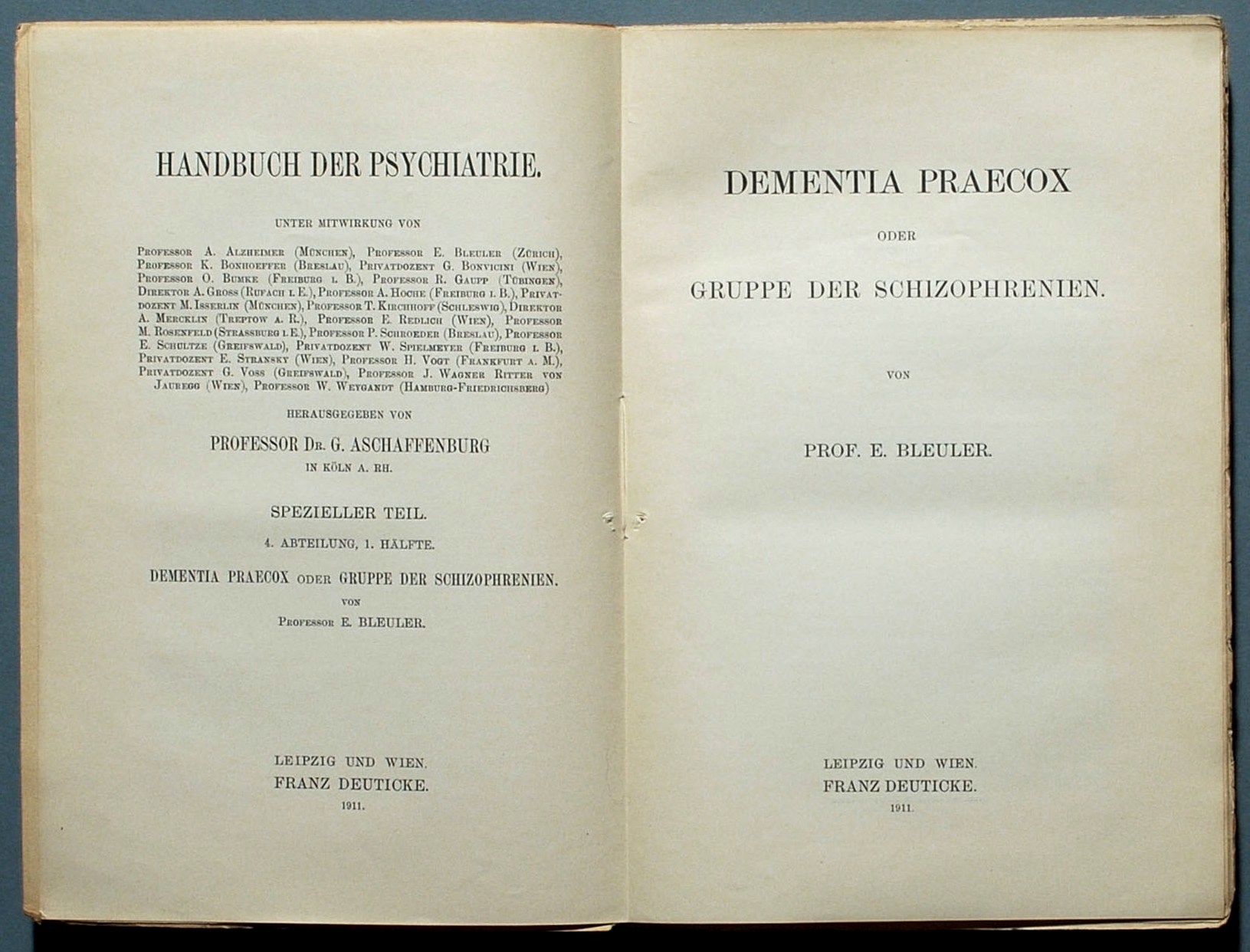
Un article d'Eugen Bleuler sobre la dementia praecox (1911)

Dementia praecox (una "demència prematura" o "bogeria precoç") és un trastorn psicòtic crònic i deteriorant caracteritzat per una ràpida desintegració cognitiva, que normalment s'inicia en l'adolescència o al principi de la vida adulta. Arnold Pick (1851–1924), va ser el primer a usar aquest terme l'any 1891. En un breu informe descriu el cas d'una persona que patia un trastorn psicòtic similar a l'hebefrènia. El psiquiatre Emil Kraepelin (1856–1926) va popularitzar aquest terme i finalment es va canviar el concepte de la malaltia i es va passar a dir-ne esquizofrènia. Kraepelin va reduir la complexa taxonomia psiquiàtrica del segle xix en només dues classes: psicosi maníaco-depressiva i la dementia praecox.
Kraepelin veia la dementia praecox com una malaltia que progressivament es deteriora i de la qual no hi ha recuperació, una bogeria inexplicable i incurable.

## Història

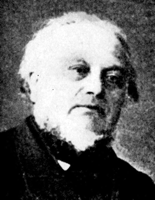
Augustin Morel (1809-1873)

Dementia és un terme molt antic utilitzat com a mínim des de temps de Lucretius el 50 aC on siginifica "estar fora de la ment d'un mateix". Fins al segle xvii la demència es referia als estadis de deteriorament cognitiu i de comportament que condueixen a la incompetència psicosocial. Aquesta condició podia ser innata o adquirida i aquest concepte no feia referència necessàriament al fet que sigui una condició irreversibles. Aquest concepte en la seva noció popular d'incapacitat psicosocial forma la base de la idea de la incapacitat legal. Al segle xviii el terme va entrar dins el discurs mèdic, s'hi van afegir conceptes clínicis i la dementia es va associar amb dèficits intel·lectuals sorgits per qualsevol causa i a qualsevol edat . Cap a finals del segle xix el paradigma cognitiu modern de dementia va arrelar. .
El terme en francès démence précoce el va usar el metge Bénédict Augustin Morel l'any 1852 en el seu Études cliniques. Morel, utilitza aquest terme en sentit descriptiu i no pas per a definir una nova categoria de diagnòstic. No el conceptualitza com irreversible

### El component del temps

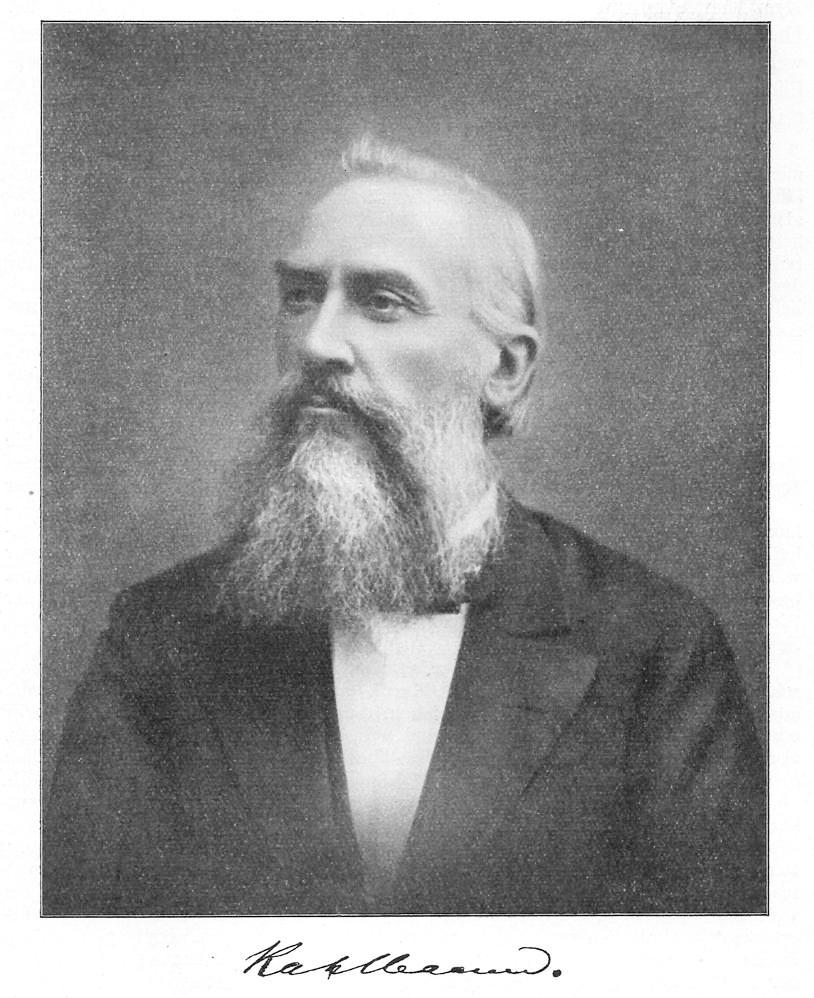
Karl Ludwig Kahlbaum (1828-1899)

La nosologia psiquiàtrica del segle xix resultava caòtica i estava caracteritzada per un mosaic de sistemes.
El 1863, el psiquiatre de Danzig Karl Ludwig Kahlbaum (1828–1899), publicà el seu text de nosologia psiquiàtrica Die Gruppierung der psychischen Krankheiten (The Classification of Psychiatric Diseases). Kahlbaum categoritzà certes formes típiques de psicosi (vesania typica) com un sol tipus coherent. Per a Kahlbaum el procés de la malaltia de vesania typica es distingia pel pas del pacient per diverses fases: un estadi melancòlic; un estadi maníac; un estadi de confusió i finalment l'estadi de demència stage.
Kahlbaum va fer durant 10 anys estudis junt amb Ewald Hecker (1843–1909), sobre pacients psicòtics joves i aquesta tasca esdevindria molt influent en la psiquiatria moderna.
Kahlbaum i Hecker van ser els primers a descriure i donar nom a síndromes com distímia, ciclotímia, paranoia, catatònia, i hebefrènia. Potser la seva contribució més important va ser la d'introduir el "mètode clínic" de la medicina en l'estudi de les malalties mentals, un mètode que actualment es coneix com a psicopatologia.
Sense Kahlbaum i Hecker no hi hauria estat explicat el terme “dementia praecox”.

### Canvi en la prognosis
L'any, 1904, Kraepelin acceptà la possibilitat que un petit nombre de pacients es podien recuperar de la dementia praecox. Eugen Bleuler informà el 1908 que en molts casos no hi ha un declivi progressiu inevitable i que hi havia casos propers a la recuperació.
Kraepelin va descriure 11 formes de dementia, i dementia praecox va ser classificada com una de les "demències endògenes".

### Etiologia
Kraepelin s'adonà que n o es podia dir res sobre l'etiologia de la dementia praecox, i va descartar especular sobre mallaties del cervell o descripcions de neuropatologia. Però en l'edició de la seva obra de l'any 1896 Kraepelin va deixar clar que creia en una "auto-intoxicació" del cervell probablement per hormones sexuals comportava la dementia praecox, una teoria compartida per Eugen Bleuler. Ambdós teòrics creien que la dementia praecox era un trastorn biològic i no un trauma psicològic. Kraepelin considerava que la dementia praecox s'estenia per tot el món i que no estava llitada ni a la raça ni al clima ni a cap altra circumstància general de la vida

### Tractament

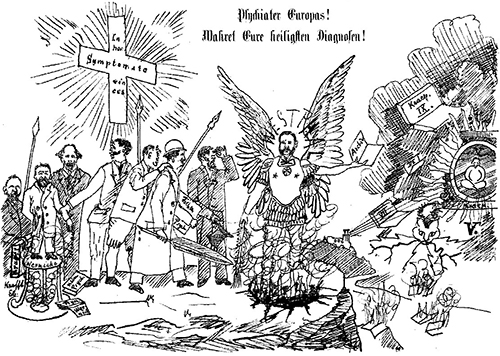
"Psiquiatres d'Europa! Protegiu els vostres santificats diagnòstics!" Una cariactura satírica d'Emil Kraepelin basada en un cartell famós de l'època.

Kraepelin havia experimentat amb la hipnosi però va argumentar que sense conèixer la causa subjacent de la dementia praecox o de la malaltia depressiva, no hi podia haver un tractament específic i recomanava usar llargs banys i l'ús ocasional de drogues opiàcies o barbitúrics per cercar una millora en els pacients. Kraepelin experimentà, sense èxit, amb injeccions de tiroides i altres extractes de glàndules.

## De la dementia praecox a esquizofrènia
Per influència de Adolf Meyer, August Hoch, George Kirby, Charles Macphie Campbell, Smith Ely Jelliffe i William Alanson White, les teories psicogèniques de la dementia praecox van dominar l'escenari estatunidenc des de 1911. L'any 1925 el terme esquizofrènia de Bleuler va guanyar en preminència a l'alternatiu de dementia praecox de Kraepelin. Quan les perspectives freudianes van esdevenir influents als Estatsd Units en la dècada de 1920, l'esquizofrènia va ser un concepte alternatiu atractiu. Bleuler mantenia correspondència amb Freud i estava en connexió amb el moviment psicoanalític de Freud,
El terme "schizophrenia" va ser aplicat pels psiquiatres i neuròlegs dels Estats Units oficialment des de 1913, però el diari The New York Times no el va utilitzar fins a 1925. Fins a l'any 1952 els termes dementia praecox i schizophrenia es van usar de manera intercanviable en la psiquiatria estatunidenca, amb un ús ocasional dels termes híbrids "dementia praecox (schizophrenia)" o "schizophrenia (dementia praecox)".

## Manuals de Diagnòstic
Les edicions del “Diagnostic and Statistic Manual of Mental Disorders” des del primer de l'any 1952 han reflectit visions de l'esquizofrènia com "reaccions" o "psychogenic" (DSM-I), o com manifestant nocions freudianes de "mecanismes de defensa" (com en el DSM-II de 1969 en el qual els símptomes d'esquizofrènia s'interpretaven com "psicologicament autoprotegits"). Els criteris de diagnòstic eren vagues, mínims i amplis, incloent altres conceptes que ja no existeixen o que actualment s'etiqueten com trastorns de la personalitat.